# Стойна (комуна)
Стойна (рум. Stoina) — комуна у повіті Горж в Румунії. До складу комуни входять такі села (дані про населення за 2002 рік):
- М'єлушей (78 осіб)
- Пейшань (452 особи)
- Стойна (1111 осіб) — адміністративний центр комуни
- Тояга (300 осіб)
- Улмет (70 осіб)
- Урда-де-Сус (421 особа)
- Чорарі (390 осіб)

Комуна розташована на відстані 197 км на захід від Бухареста, 48 км на південний схід від Тиргу-Жіу, 42 км на північ від Крайови.

## Населення
За даними перепису населення 2002 року у комуні проживали 2822 особи. Усі жителі комуни рідною мовою назвали румунську.
Національний склад населення комуни:
| Національність | Кількість осіб | Відсоток |
| -------------- | -------------- | -------- |
| румуни         | 2820           | 99,9%    |
| угорці         | 2              | 0,1%     |

Склад населення комуни за віросповіданням:
| Релігія        | Кількість осіб | Відсоток |
| -------------- | -------------- | -------- |
| православні    | 2819           | 99,9%    |
| реформати      | 1              | < 0,1%   |
| греко-католики | 1              | < 0,1%   |
| лютерани       | 1              | < 0,1%   |